# Карижский, Григорий Иванович
Григорий Иванович Карижский (21 ноября 1895 года, хутор Фитинин, ныне Котовский район, Волгоградская область — 5 февраля 1971 года, Киев) — советский военачальник, генерал-майор (1 октября 1942 года). Герой Советского Союза (5.05.1945).

## Начальная биография
Григорий Иванович Карижский родился 21 ноября 1895 года на хуторе Фитинин (в 1985 году село Фитинино упразднено) в крестьянской семье. Окончил шесть классов неполной средней школы. С 1914 года работал чернорабочим на Семиреченской железной дороге и вагоновожатым трамвая в Ташкенте.

## Военная служба

### Первая мировая и гражданская войны
В мае 1915 года был призван в ряды Русской императорской армии. Служил писарем в штабе Ташкентского уездного воинского начальника, с ноября 1915 — писарем в штабе Туркестанского военного округа (тогда же ему присвоен чин младшего унтер-офицера). С августа 1917 года учился в Ташкентской школе прапорщиков, в ноябре окончил её, но из-за Октябрьской революции назначения не получил и вскоре был демобилизован. Вернулся в Саратовскую губернию.
В феврале 1918 года был призван в ряды Красной Армии и был назначен на должность помощника коменданта ревкома города Камышин, в апреле — на должность командира роты всевобуча Камышинского уездного военкомата, в сентябре — на должность командира роты 1-го отдельного Царицынского кавалерийского эскадрона, а в январе 1919 года — на должность командира эскадрона Камышинского кавалерийского полка. Воевал на Южном фронте против войск под командованием генерала А. И. Деникина и П. Н. Врангеля.
В 1919 году вступил в ряды ВКП(б).
В июле 1920 года в бою в районе населённого пункта Большой Токмак Карижский был ранен и попал в плен, но в этот же день бежал. Постановлением РВС РСФСР за героизм в боях 1920 года был награждён орденом Красного Знамени.

### Межвоенное время
В марте 1921 года был назначен на должность помощника командира 29-го кавалерийского полка 5-й кавалерийской дивизии. В октябре того же года направлен на учёбу.
В 1922 году окончил Таганрогскую высшую кавалерийскую школу, а в 1924 году — Ленинградскую высшую кавалерийскую школу РККА. В июне 1924 года был назначен на должность помощника командира по хозяйственной части 30-го, 25-го (с марта 1925 года) и 27-го (с февраля 1926 года) кавалерийских полков 5-й кавалерийской дивизии, в октябре 1927 года — на должность начальника штаба 92-го и 76-го (с октября 1930) кавалерийских полков 12-й кавалерийской дивизии в Северо-Кавказского военного округа, а в декабре 1932 года — на должность командира 88-го кавалерийского полка 12-й кавалерийской дивизии (служил в городе Армавире). При введении воинских званий в 1935 году ему было присвоено звание полковник.
В феврале 1938 года Карижский был арестован органами НКВД СССР и уволен из рядов РККА по ст. 43 п. «б», находился в заключении под следствием. В декабре 1939 года был освобождён, восстановлен в рядах РККА и был назначен на должность начальника хозяйственного снабжения 18-й горнокавалерийской дивизии Среднеазиатского военного округа.
В январе 1940 года Карижский снова был арестован уволен из рядов РККА по ст. 43 п. «а» и находился под следствием. В ноябре 1940 года был освобожден, но нового назначения не получил и был уволен в запас. В марте 1941 года восстановлен в РККА и назначен на должность заместителя командира 12-й стрелковой дивизии Дальневосточного фронта.

### Великая Отечественная война
В июле 1941 года был назначен на должность командира 32-й, затем — на должность командира 202-й воздушно-десантных бригад Дальневосточного фронта, а в августе 1942 года — на должность заместителя командующего войсками 15-й армии там же.
С мая 1944 года генерал-майор Григорий Иванович Карижский был слушателем курса тактики Высшей военной академии имени К. Е. Ворошилова, по окончании которого с августа того же года состоял в распоряжении Военного совета 3-го Белорусского фронта.
В сентябре был назначен на должность заместителя командира 36-го стрелкового корпуса. С 13 ноября по 1 декабря 1944 года временно исполнял должность командира корпуса, занимавшего оборону на рубеже город Гумбиннен — посёлок Голдан — город Даркемен. Принимал участие в Белорусской и Гумбиннен-Гольдапской операциях.
В декабре 1944 года был назначен на должность командира 18-й гвардейской стрелковой дивизии, участвовавшей в Восточно-Прусской и Инстербургско-Кенигсбергской операциях. Дивизия в январе 1945 года отличилась в ходе освобождения города Инстербург. За успешное ведение боёв дивизии было присвоено почётное наименование «Инстербургская». Продолжив наступление, дивизия вышла к заливу Фришес-Хафф (10 км южнее города Кёнигсберг), освободила город Бранденбург (30 января). С 6 по 9 апреля дивизия наряду с другими соединениями штурмом овладела городом Кёнигсберг.
10 апреля 1945 года дивизия вышла на Земландский полуостров и вступила в бой с противником на косе Фришес-Нерунг, и в ночь на 1 мая 1945 года завершила его разгром. За образцовое выполнение заданий командования в боях при овладении города Кенигсберг дивизия была награждена орденом Суворова 2 степени. За мужество и отвагу, умелое командование дивизией Карижский также был награждён орденом Суворова 2-й степени.
Указом Президиума Верховного Совета СССР от 5 мая 1945 года за образцовое командование дивизией и проявленные при этом личное мужество и героизм гвардии генерал-майору Григорию Ивановичу Карижскому присвоено звание Героя Советского Союза с вручением ордена Ленина и медали «Золотая Звезда» (№ 5372).

### Послевоенная карьера
С окончанием войны генерал-майор Карижский продолжил командовать этой дивизией в Особом военном округе. В декабре 1945 года был назначен на должность командира 30-й гвардейской механизированной дивизии этого округа (город Кёнигсберг). В ноябре 1947 года убыл на учёбу.
В 1948 году окончил курсы усовершенствования офицерского состава при Военной академии бронетанковых и механизированных войск Советской Армии имени И. В. Сталина. Затем с октября 1948 года вновь командовал той же дивизией в Прибалтийском военном округе. В марте 1955 года был назначен на должность помощника командующего — начальника отдела боевой подготовки штаба 6-й армии (Северный военный округ, штаб армии в Мурманске), а в марте 1957 года — на должность заместителя командующего этой же армией по боевой подготовке. В июле 1958 года генерал-майор Григорий Иванович Карижский уволен в запас.
Жил в Киеве. Умер 5 февраля 1971 года. Похоронен на Дарницком кладбище Киева.

## Награды
- Медаль «Золотая Звезда» Героя Советского Союза (05.05.1945);
- два ордена Ленина (21.02.1945; 05.05.1945);
- три ордена Красного Знамени (октябрь 1921; 03.11.1944; 17.05.1951);
- орден Суворова 2 степени (19.04.1945);
- орден Красной Звезды (28.10.1967);
- медали.

## Воинские звания
- полковник (1935)
- генерал-майор (1.10.1942)

## Память
- На площади города Котово Волгоградской области установлен памятник-обелиск Герою.
- Его именем названа улица в Черняховске.